# .tk
.tk è il dominio di primo livello nazionale assegnato a Tokelau.
Originariamente amministrato dalla Vixie NZ Ltd, nel 2001 è stata fondata la Teletok che ha acquisito la gestione del dominio a partire dal 2005.
Nel 2006 McAfee ha dichiarato il dominio .tk uno dei più insicuri a causa della quantità di scam, spam e phishing. Nel 2011 l'Anti Phishing Working Group è arrivato a conclusioni analoghe. Secondo Jamf nel 2018 .tk era il terzo dominio maggiormente utilizzato per phishing, dopo .com e .ga.